# 朝鮮莊陵
莊陵（：／）是朝鮮端宗的陵寢，位於韓國江原道寧越郡寧越邑寧越里，1970年被指定為大韓民國史蹟第196號，2009年則作為朝鲜王陵的一部分登錄為世界文化遺產。

## 概要
端宗被首陽大君奪位，然後被流放到江原道清泠浦，在丁丑年十二月廿四被殺時只有虛歲十七歲，屍體被丟到河裡去，被嚴弘道（엄홍도）撈起安葬。
肅宗24年(1698年)，端宗得到重新在宗廟安放神位。到1698年，魯山君獲追贈廟號端宗，王陵追名莊陵。王陵的式樣照王命保持簡單：本部前有床石和四角屋形的長明燈、兩個望柱石、兩個文石、石獸數個。

## 參看
- 癸酉靖難
- 朝鮮王陵

## 外部連結
-  문화재청-장릉[永久]